# Albert Mayer-Reinach
Albert Michael Mayer-Reinach (* 2. April 1876 in Mannheim; † 25. Februar 1954 in Örebro) war ein deutscher Musikwissenschaftler, Musikpädagoge und Dirigent.

## Leben und Wirken
Albert Mayer-Reinach war ein Sohn des Holzimporteurs und Fabrikanten Adolph Mayer (1844–1921), seit 1875: Mayer-Reinach, und der Louise Reinach (* 5. Juli 1855 in Mainz; † 5. Oktober 1925 in Garmisch-Partenkirchen). Der Großvater mütterlicherseits war der Weingutbesitzer Michael Reinach.
Mayer-Reinach beendete einen Besuch des humanistischen Gymnasiums in Mannheim 1894 mit dem Abitur. Während seiner Schulzeit übte er sich im Klavierspiel und erreichte dabei die Konzertreife. Nach Schulende gab er neben einem Studium der Musikwissenschaften und Literaturgeschichte an der Universität München öffentliche Konzerte. Begleitend hierzu beschäftigte er sich an der Münchener Musikakademie mit theoretischen Fächern und Instrumentenkunde. Er lernte Dirigat bei Felix von Weingarten und Komposition bei Joseph Rheinberger. Er blieb dort vier Semester und besuchte ab 1896 die Universität Berlin, außerdem das Stern’sche Konservatorium und hörte hier bei Gustav Hollaender und Friedrich Gernsheim.
Im Februar 1899 beendete Mayer-Reinach das Studium mit der Promotion „cum laude“ zum Dr. phil. Gemäß dem Kommentar zu seiner Dissertation über „Carl Heinrich Graun als Opernkomponist“ verfügte er über „außergewöhnliche Gelehrsamkeit“. Danach leistete er als Einjährig-Freiwilliger seinen Militärdienst in Straßburg ab. Von 1900 bis 1902 arbeitete er als Opernkapellmeister in Stettin, anschließend in Kiel. Begleitend hierzu forschte er zu musikgeschichtlichen Themen. 1903 veröffentlichte er eine wissenschaftliche Ausgabe der Oper Montezuma von Carl Heinrich Graun.
Ab 1902 lebte Mayer-Reinach wieder in Berlin. Er gab die Zeitschrift der Internationalen Musikgesellschaft mit heraus und arbeitete als Musikkritiker. Im Frühjahr 1911 besuchte er den Internationalen Kongress der Internationalen Musikgesellschaft in London. Er ging in Archive und forschte in Königsberg über die Königsberger Hofkapelle, insbesondere zu Johann Stobäus. So entstand „Zur Geschichte der Königsberger Hofkapelle in den Jahren 1578-1729“. 1904 habilitierte er sich mit dieser Arbeit an der Universität Kiel.
Danach unterrichtete Mayer-Reinbach bis zum Frühjahr als Privatdozent an der Kieler Universität. Bis 1924 lehrte er „Kunstgeschichte“, woraus dann die „Kunstwissenschaften“ entstanden. Beide Fächer umfassten auch die Musikwissenschaften. Er konzentrierte sich komplett auf die Musikwissenschaft als Kunstgeschichte und erteilte keine Übungen in Theorie oder Liturgie. Thematisch baute er seine Lehrinhalte stetig aus. Ab dem Sommersemester 1905 behandelte er Beethoven, die Geschichte der Notenschrift und „musikwissenschaftliche Übungen“ zur Musik des 18. und 19. Jahrhunderts. Er war der erste Lehrer der Universität, der diese Bereiche behandelte. Anschließend thematisierte er zumeist Richard Wagner, wiederholt die Musikgeschichte des 19. Jahrhunderts sowie Beethoven. Hinzu kamen Oper, Oratorium, Passionen, Lied und Orchestermusik. Außerdem hielt er ein Kolloquium über Probleme der Musikgeschichte ab. In seinen letzten Vorlesungen sprach er über die Geschichte der Musik von 1800 bis zum Ausbruch des Ersten Weltkriegs.
Begleitend zur Lehrtätigkeit arbeitete Mayer-Reinach weiterhin als praktischer Musiker und Musikpädagoge. Ab 1905 stand er regelmäßig als Dirigent auf der Bühne und führte bis 1910 den Kieler Gesangsverein. Zu den herausragendsten öffentlichen Auftritten gehörte am 9. und 10. Juni 1907 das Beethoven-Fest des Gesangsvereins. Bei einem Liederabend waren hier der Pianist Arthur Schnabel und die Sänger Johannes Meßchaert und Therese Behr zu hören. Ebenso erwähnenswert war das 7. Schleswig-Holsteinische Musikfest, bei dem er 1907 eines der Festkonzerte dirigierte.
1908 schuf Mayer-Reinach in Kiel ein privates Konservatorium und fungierte als dessen Studiendirektor. Die staatlich anerkannte Lehreinrichtung, das Conservatorium der Musik in Kiel, hatte kurz nach dem Ersten Weltkrieg rund 1200 Studenten und Schüler und 80, teilweise sehr renommierte Lehrer. Es handelte sich somit um eine der größten derartigen Lehreinrichtungen Deutschlands. Als seinerzeit jüngstem Ausgezeichneten erhielt Mayer-Reinach im 1913 den Titel eines königlichen Musikdirektors verliehen. Dem Konservatorium angeschlossen war eine „Theaterschule für Oper und Schauspiel“ unter der Leitung von Paul Trede. Die Stadt Kiel half Mayer-Reinach, eine Orchesterschule zu gründen. In den Jahren vor dem Ersten Weltkrieg leitete er den eigenen „Philharmonischen Chor“, der äußerst erfolgreich mit dem Kieler Gesangverein konkurrierte. Dieser Chor existierte bis zu einer Einberufung im Jahr 1914.
Während des gesamten Ersten Weltkriegs diente Mayer-Reinach als Kavallerieoffizier in Frankreich und auf dem Balkan und erhielt mehrere militärische Auszeichnungen. Er war für einige Zeit in Bukarest stationiert und gab als Dozent „Hochschulkurse“, die der Militärgouverneur geschaffen hatte. Nach Kriegsende arbeitete er erneut als Hochschullehrer und Dirigent in Kiel und übernahm den stellvertretenden Vorsitz des Verbandes der Direktoren deutscher Musiklehranstalten.
Im April 1924 erhielt Mayer-Reinach einen Ruf als Leiter des Krüß-Färber-Konservatoriums, das er erweiterten sollte. Die Stadt Hamburg hatte wahrscheinlich weniger Probleme infolge der Inflation als Kiel. Hinzu kamen familiäre Gründe, die für einen Ortswechsel sprachen. Bis 1930 unterrichtete er neben der Tätigkeit in Hamburg auch weiterhin in Kiel und betreute das dortige Konservatorium. Mit der Hamburger Institution hatte er anfangs Erfolge; aufgrund der komplizierten wirtschaftlichen Situation und Agitationen durch die Nationalsozialisten, die Mayer-Reinach als „Nichtarier“ ansahen, musste er den Betrieb jedoch 1932 einstellen. Mayer-Reinach lehrte danach am Rotheschen Konservatorium seiner zweiten Ehefrau.
Die Nationalsozialisten belegten Mayer-Reinach mit einem Berufsverbot. Im Herbst 1936 wanderte er nach Skandinavien aus. Er lebte anfangs kurzzeitig in Kopenhagen und Stockholm und zog dann nach Örebro. Hierzu hatten ihm Freunde geraten hatten, die es für möglich hielten, dort ein Musikleben zu schaffen und gestalten. Seine Ehefrau fand schnell viele Musikschüler. Er selbst bildete auch aus, widmete sich aber insbesondere der wissenschaftlichen Forschung. In Uppsala und Stockholm entdeckte er neue Quellen über Joseph Martin Kraus. So entstanden einige seiner bedeutendsten Publikationen in schwedischer Sprache.
Nach seinem Tod im Jahr 1954 schickte Mayer-Reinachs Ehefrau seinen Nachlass auf den Wunsch ihres verstorbenen Ehemanns an das Musikwissenschaftliche Institut der Kieler Universität.

## Bedeutung
Mayer-Reinach schuf an der Kieler Universität die Grundlagen für das Fach Musikwissenschaften und dessen spätere Anerkennung als eigenständigen und gelehrten Fachbereich. Dem Vorlesungsverzeichnis der Universität ist zu entnehmen, dass Fachgebiet zunehmend an Bedeutung gewann. Seine Publikationen zur Musikgeschichte gelten als Pioniertaten. Seine Dissertation über Graun, insbesondere die Oper „Montezuma“ brachten das Stück wieder zu Aufführungen, worüber bei einigen Neuinszenierungen jedoch nicht berichtet wird. Mit seinem Bericht „Zur Geschichte der Königsberger Hofkapelle“ schuf er die Basis für zahlreiche Publikationen über einzelne Mitwirkende des Ensembles, insbesondere zu Joseph Martin Kraus.
Mayer-Reinach galt als außergewöhnlich vielseitiger Musiker, der eigene Kompositionen, so lyrische Lieder, die mitunter publiziert wurden, sowie Märsche schrieb und deutlichen Mehrwert für die Musikszene Norddeutschlands und die deutsche Musikwissenschaft schuf. Aufgrund seiner erzwungenen Auswanderung konnte er sein Potential nicht voll ausschöpfen.

## Ehrungen
- 1913 wurde Mayer-Reinach zum Königlichen Musikdirektor ernannt.
- Er erhielt das Eiserne Kreuz 2. Klasse.
- Er wurde zum Ritter des Ordens vom Zähringer Löwen (Baden) ernannt.
- Er war Träger des Sächsischen Friedrich-August-Ordens 2. Klasse.[6]

## Familie
Im Juni 1908 heiratete Mayer-Reinach in London Antonie Mathilde Heiser (* 26. November 1878 in Krefeld; † 3. September 1942 in Hamburg). Mit dieser Sängerin und Schauspielerin hatte er drei Söhne und zwei Töchter. Ursula Mayer-Reinach heiratete 1967 den Musikwissenschaftler Peter E. Gradenwitz.
In zweiter Ehe heiratete Mayer-Reinach 1932 in Hamburg die Pianistin und Klavierpädagogin Martha Franziska Rothe (* 19. September 1901 in Hamburg; † 22. November 1981 in Örebro). Die Ehe blieb kinderlos.